# Municipio de Highland (condado de Harvey)
El municipio de Highland (en inglés, Highland Township) es un municipio del condado de Harvey, Kansas, Estados Unidos. Tiene una población estimada, a mediados de 2022, de 372 habitantes.
Abarca una zona exclusivamente rural.

## Geografía
Está ubicado en las coordenadas 38°8′9″N 97°19′6″O / 38.13583, -97.31833. Según la Oficina del Censo de los Estados Unidos, tiene una superficie total de 91.88 km², de la cual 91.77 km² corresponden a tierra firme y 0.11 km² están cubiertos de agua.

## Demografía
Según el censo de 2020, en ese momento había 384 personas residiendo en la zona. La densidad de población era de 4.2 hab./km². El 95.83 % de los habitantes eran blancos, el 0.78 % eran afroamericanos, el 1.04 % eran amerindios y el 2.34 % eran de una mezcla de razas. Del total de la población, el 2.08 % eran hispanos o latinos de cualquier raza.